# Station Boguszów Gorce Zachód
Station Boguszów Gorce Zachód is een spoorwegstation in de Poolse plaats Boguszów-Gorce.